# Dag Öhrlund
Carl Thorbjörn Dag Öhrlund, född 30 oktober 1957 i Stockholm, är en svensk författare, journalist och fotograf som sedan 2007 skriver kriminalromaner.

## Biografi
Öhrlund föddes 1957 i Stockholm som son till en överstelöjtnant på F17 och en lärare. Under ett studiebesök på Svenska Dagbladet i tonåren bestämde han sig för att bli journalist. Han började sin journalistiska bana som praktikant på Vi bilägare.. 
Under 1980-talet var han journalist och nakenfotograf på herrtidningarna FIB aktuellt, Aktuell Rapport och Cats. Han var även redaktör för den kortlivade tjejtidningen Cindy, vilken utgavs 1982–1983 av porrförlaget Tre-Mag. Hans fortsatta karriär var framför allt som kriminaljournalist. Hans artiklar och fotografier har publicerats i 150 tidskrifter i 20 länder.. Bland annat har han varit utrikeskorrespondent i Hollywood under två år. i Sverige har han bland annat varit översättare från danska (Jönke – mitt liv av Jörn Jönke Nielsen) och från 1996 flera dokumentärböcker.
| ” | Vid det här laget har jag några tusen reportage och en miljon bilder bakom mig. Jag har skrivit, fotograferat och medverkat i mer än 60 böcker och är publicerad i 20 länder. | „ |

  I januari 2012 blev han gripen av svensk polis efter att tillsammans med en vän tagit bilder till omslaget till boken Till minnet av Charlie K där vännen poserat med en leksakspistol. Öhrlund har skrivit att behandlingen han fick av polisen har gett hans tro på rättsväsendet "en allvarlig knäck". 2012 stödde Öhrlund och Buthler Barncancerfonden genom att skänka bort sin bok Grannen.
Öhrlund har offentligt debatterat bland annat Amazons eventuella inträde i Sverige och dess påverkan på e-boksförsäljningen samt hur man skyddar barn på internet. Han har tidigare också skrivit för Flashback News Agency.
Öhrlund har två döttrar. Han bor omväxlande i Stockholm och sydvästra Florida.

### Författarskap
Som författare har Öhrlund skrivit, fotograferat och medverkat i mer än 60 böcker. Hans produktion är bred: kokböcker, reseskildringar, lättlästa böcker och dokumentärböcker, kriminalromaner och feelgood. Han har också skrivit för Sollentunarevyn. Öhrlund har bland andra samarbetat med IT-säkerhetsspecialisten Per Hellqvist för boken Skydda ditt barn på Internet som utkom i över 20 000 exemplar. Hans bok Brott i Sverige om 12 av Sveriges mest omtalade brottsfall kom ut 2011.
Hans första kriminalroman var mord.net, som han skrev tillsammans med den danske författaren Dan Buthler. Samarbetet kom till efter att Buthler presenterat en idé för Öhrlund som "var så lysande att det hade varit tjänstefel att släppa den". Det blev starten på en romanserie om Jacob Colt, som har senare har sålts till flera länder och även optionerats till Hollywood. Buthler och Öhrlund har senare brutit samarbetet med dotterbolaget till Warner brothers som ägde optionen.

### Romanserien om Jacob Colt
- Mord.net. Stockholm: B. Wahlström. 2007. Libris 10433531. ISBN 9789132334160
- Förlåt min vrede. Malmö: Damm. 2009. Libris 11377611. ISBN 978-91-7351-461-3
- Ares tecken. Malmö: Bra böcker. 2010. Libris 11831858. ISBN 978-91-7002-859-5

Öhrlund har bland annat tillsammans med Dan Buthler skrivit en romanserie om kommissarien Jacob Colt, som får lösa brott knutna till moderna problem. Den första romanen i serien, mord.net, handlar om ett världsomspännande mordnätverk på Internet. Det amerikanska produktionsbolaget "Hollywood Gang Productions" köpte 2009 filmrättigheterna till romanen av Öhrlund, Dan Buthler och fotografen Jens Assur. Öhrlund polisanmälde i september 2007 att "mord.net" hade gjorts tillgänglig på nedladdningssajten Pirate Bay, flera veckor innan den skulle blivit lagligt nedladdningsbar. Författarparets andra bok, En nästan vanlig man, utkom i augusti 2008 och den tredje boken 2009 som handlar om synen på rättvisa, Förlåt min vrede. Utöver Colt förekommer rollfiguren, psykopaten Christopher Silfverbielke i flera av författarparets böcker: En nästan vanlig man och Grannen. Silfverbielke och kommissarie Colt är också huvudpersoner i böckerna Återvändaren (2012) och Uppgörelsen (2013).

### Romanserien om Jacob Colt & Christopher Silfverbielke medförfattareDan Buthler
- En nästan vanlig man. Malmö: Damm. 2008. Libris 10795760. ISBN 978-91-7351-370-8
- Grannen. Stockholm: Voltaire Publishing. 2010. Libris 11818171. ISBN 978-91-86515-03-4
- Återvändaren. Stockholm: Massolit. 2012. Libris 13036517. ISBN 978-91-86649-81-4
- Uppgörelsen. Stockholm: Massolit. 2013. Libris 13567080. ISBN 978-91-87135-18-7
- Erövraren. Stockholm: Lind & Co förlag AB. 2014. Libris 16292364. ISBN 978-91-74613-05-6
- Hämnaren. Stockholm: Lind & Co Förlag AB. 2015. Libris 17734429. ISBN 9789174613780
- Motvind. Stockholm: Lind & Co Förlag AB. 2016. Libris 19375658. ISBN 9789174615067
- Uppståndelsen. Stockholm: Lind & Co Förlag AB. 2017. Libris 20001133. ISBN 9789174617795
- Kejsaren. Stockholm: Lind & Co Förlag AB. 2018. Libris 22364070. ISBN 9789177793434

### Medförfattare: Per Hellqvist
- Skydda ditt barn på Internet. Västerås: Ica. 2008. Libris 10795516. ISBN 978-91-534-3114-5

### Illustratör
- Jansson, Lars Magnus (2001). Lätta kokboken. Stockholm: LL-förl. Libris 8382919. ISBN 91-89451-26-0

### Romanserien omEwert Oswald Truut
- Besökaren. Malmö: Bokfabriken. 2014. Libris 14755868. ISBN 9789187301469
- Där inga ögon ser. Stockholm: Lind & Co. 2016. Libris 19088270. ISBN 9789174615661
- Tryggare kan ingen vara. Stockholm: Lind & Co. 2016. Libris 20419077. ISBN 9789174617207
- Se till mig som liten är. Stockholm: Lind & Co. 2018. Libris 21603749. ISBN 9789177791294
- Ingen lämnas kvar. Stockholm: Lind & Co. 2019. Libris 2br5872s0tlx9cn. ISBN 9789178614363
- När regnen upphör. Stockholm: Lind & Co. 2020. Libris n029hfhkl5mlrjgq. ISBN 9789179033408
- 419 timmar. Stockholm: Lind & Co. 2021. Libris x9s2jz3bvvjvwmqw. ISBN 9789180181464
- Där korparna skriker. Stockholm: Lind & Co. 2022. Libris brnf1shd8p3xc26r. ISBN 9789180185363
- Eldstorm. Stockholm: Lind & Co. 2023. Libris cttzv61j98dgmvjc ISBN 9789180530019
- Draken. Stockholm: Lind & Co. 2024. Libris. 9s6111x57qz0kr4m ISBN 9789180532723

### Romanserien omDomaren Suzanne Eriks
- Domaren. Stockholm: Lind & Co. 2019. Libris dpc8j3d4blxl3l5v. ISBN 9789178615032
- Den yttersta rättvisan. Stockholm: Lind & Co. 2020. Libris frksd43fc0pmq2d1. ISBN 9789179032531
- Dom meddelas redan i natt. Stockholm: Lind & Co. 2021. Libris 2fnd4hf20cg70d69. ISBN 9789179035457
- Städerskan: kriminalroman. Lind & Co. 2023. Libris gx7zhscgd4h86fzf. ISBN 9789180187060
- Hämnerskan. Lind & Co. 2024. ISBN 9789180533409

### Övrig Bibliografi
- Polispatrullen. Stockholm: LL-förl. 1996. Libris 7769550. ISBN 91-88180-66-2
- Lumpen. Stockholm: LL-förl. 1997. Libris 7777417. ISBN 91-89042-07-7
- Flygplats: Arlanda. Stockholm: LL-förl. 2000. Libris 7777480. ISBN 91-89042-78-6
- Hollywood, Hollywood: en resa i det förlovade landet. Sollentuna: Harakiri. 2000. Libris 7800806. ISBN 91-973866-0-X
- Nakna svenskar. Viken: Replik. 2001. Libris 8382110. ISBN 91-88818-66-7
- Full fart med Finlandsfärjan. Lättläst. Stockholm: LL-förl. 2003. Libris 8860776. ISBN 91-89451-81-3
- Älskade prinsessa: en resa i bilder genom Victorias liv. Västerås: Ica. 2009. Libris 11367319. ISBN 978-91-534-3424-5 - Även utgiven på engelska.
- Jordens väktare: custodes orbis. Malmö: Bra böcker. 2011. Libris 12037541. ISBN 9789170028601
- Berättaren. Sollentuna: Vampyr. 2011. Libris 13937121. ISBN 9789197522502
- Brott i Sverige. Malmö: Bra böcker. 2011. Libris 12154270. ISBN 978-91-7002-925-7
- Skriv din bok och sälj den!: [tips och goda råd från en författare till dig som funderar på att skriva en bok och vill få den utgiven. Malmö: Bra Böcker. 2012. Libris 13145748. ISBN 978-91-7513-006-4
- Till minne av Charlie K. Malmö: Bra böcker. 2012. Libris 12521520. ISBN 9789175130057
- Det lilla hotellet på rue d'Amour. Stockholm: Lind & Co. 2019. Libris z7831gt5w9f7lw94. ISBN 978-91-7779-738-8